# Гони
Гони (итал. Goni) је насеље у Италији у округу Каљари, региону Сардинија.
Према процени из 2011. у насељу је живело 488 становника. Насеље се налази на надморској висини од 390 м.

## Становништво
| 1936. | 1951. | 1961. | 1971. | 1981. | 1991. | 2001. | 2011. |
| ----- | ----- | ----- | ----- | ----- | ----- | ----- | ----- |
| 499   | 656   | 718   | 679   | 620   | 591   | 556   | 504   |